# 1923 Osiris
Osiris (asteroide 1923) é um asteroide da cintura principal com um diâmetro de 13,11 quilómetros, a 2,2797425 UA. Possui uma excentricidade de 0,0640051 e um período orbital de 1 388,38 dias (3,8 anos).
Osiris tem uma velocidade orbital média de 19,08475407 km/s e uma inclinação de 4,95515º.
Esse asteroide foi descoberto em 24 de Setembro de 1960 por Cornelis van Houten, Ingrid van Houten-Groeneveld.